# Xe lội nước

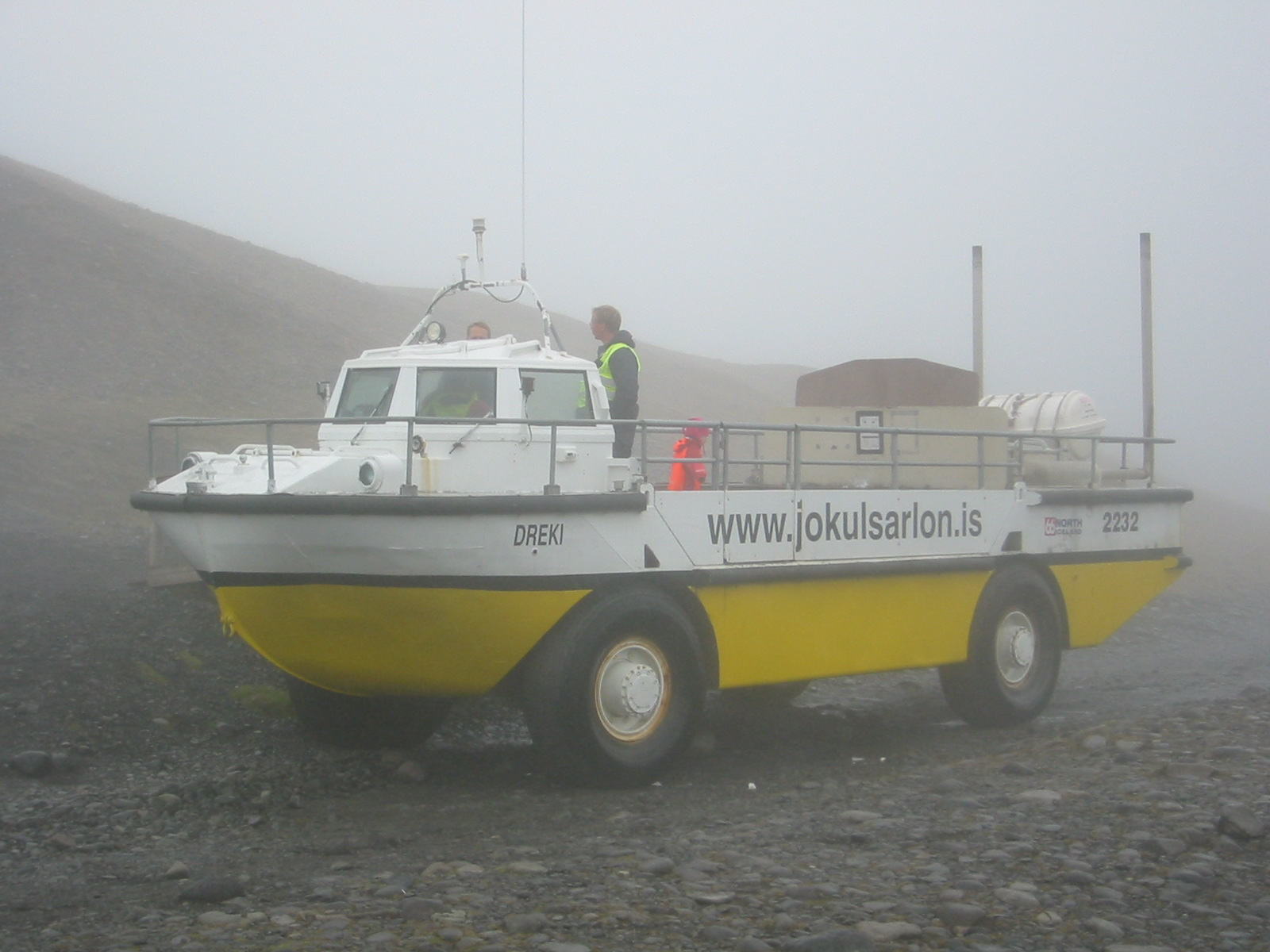
Một chiếc xe lội nước dùng cho mục đích cứu hộ

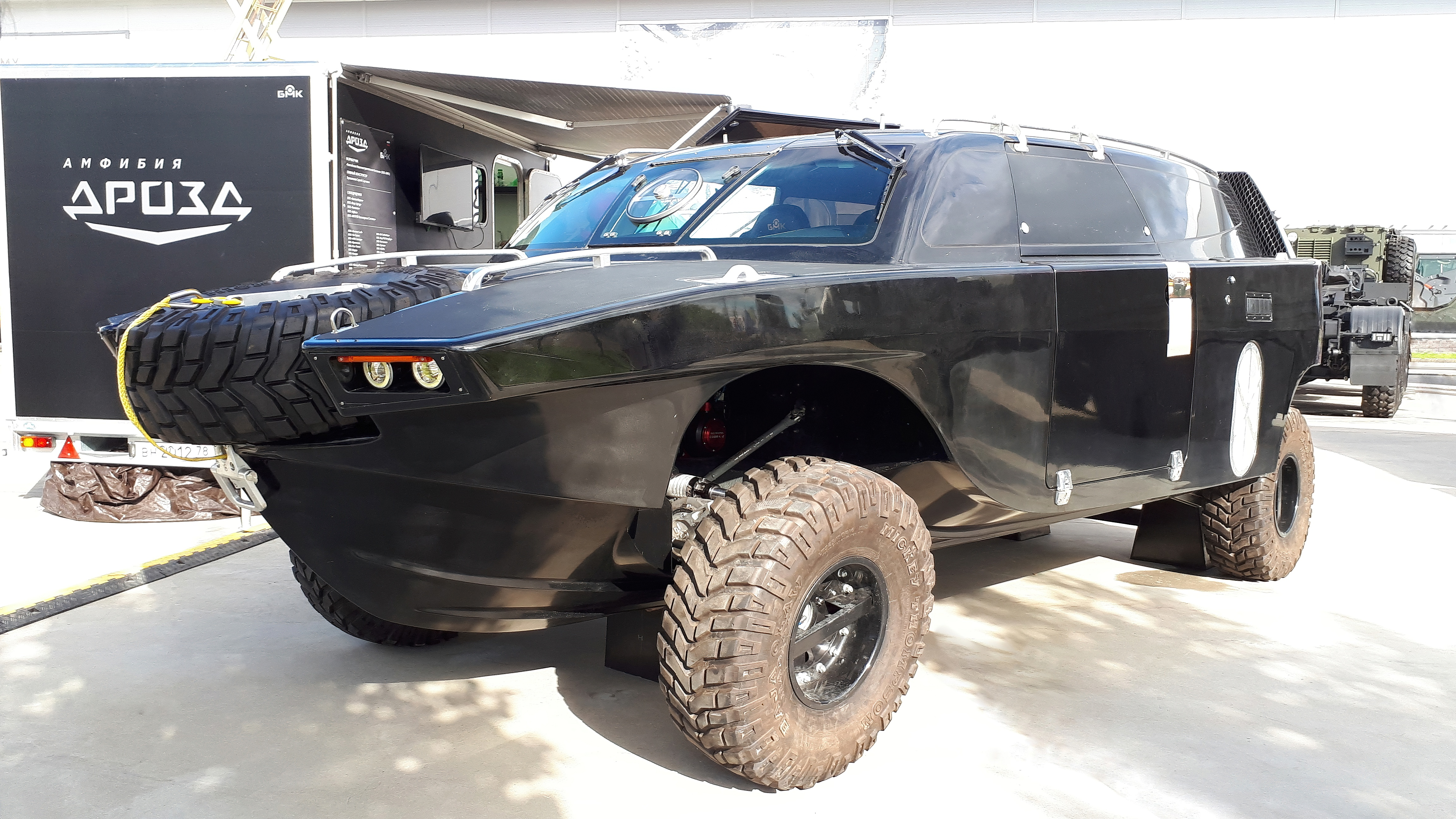
Drozd xe lội nước vào Quân đội năm 2020 triển lãm

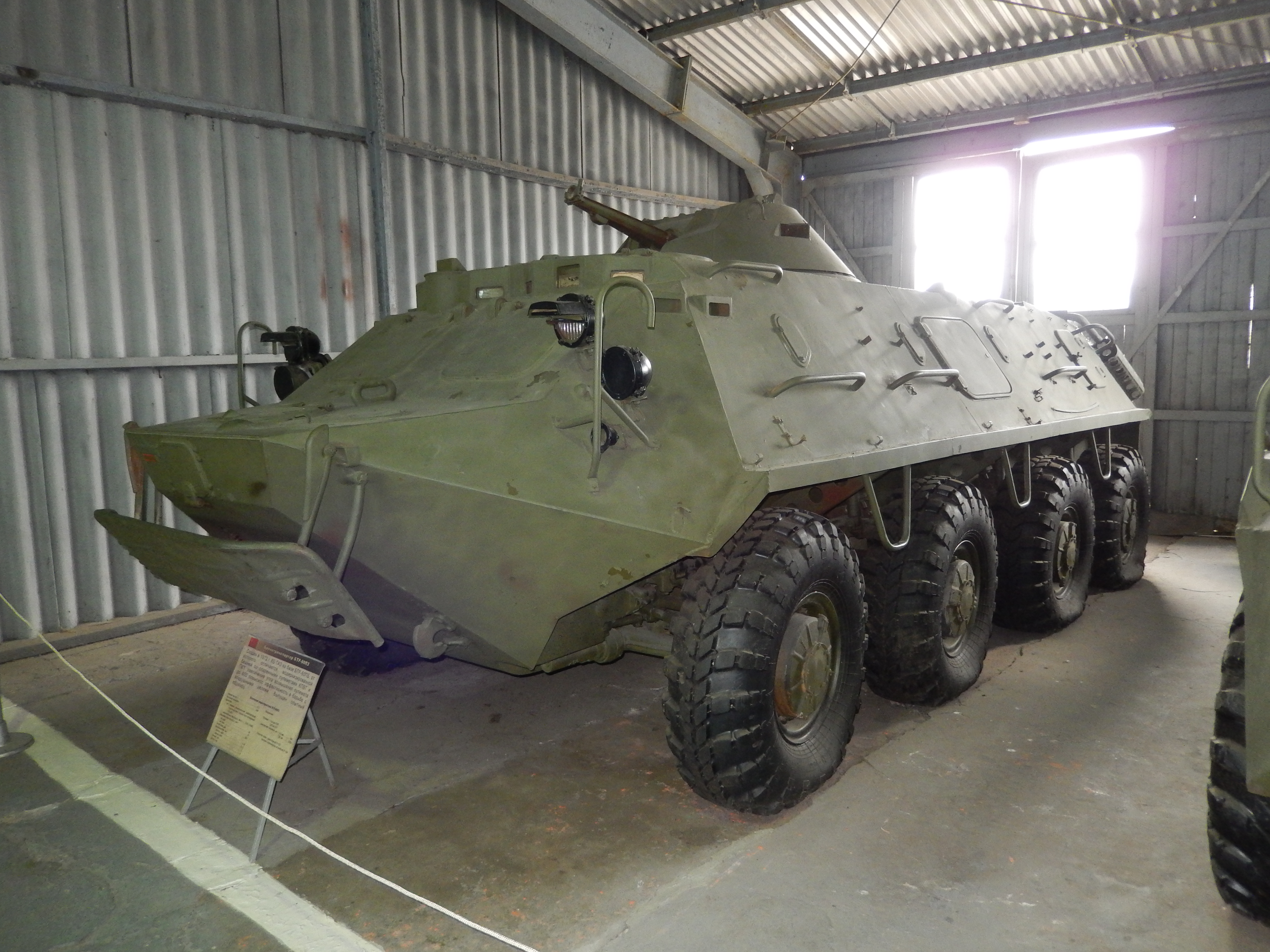
Một chiếc xe thiết giáp lội nước

Xe lội nước là một phương tiện vận chuyển khả thi trên đất liền cũng như trên hoặc dưới nước. Xe lội nước bao gồm xe đạp, ATV, xe hơi, xe buýt, xe tải, xe quân sự và tàu đệm khí. Nó là phương tiện đặc biệt giúp di chuyển trong các môi trường khó khăn, lầy lội như bùn lầy, hồ ao,... Xe lội nước thường dùng trong mục đích dân sự là cứu hộ, thám hiểm, khảo sát,... Trong mục đích quân sự là do thám, xe tăng lội nước, trang bị thêm vũ khí chiến đấu...